# Mystrocnemis atricollis
Mystrocnemis atricollis är en skalbaggsart som beskrevs av Stefan von Breuning 1953. Mystrocnemis atricollis ingår i släktet Mystrocnemis och familjen långhorningar. Inga underarter finns listade i Catalogue of Life.